# Gallinaro
Gallinaro ist eine italienische Gemeinde in der Provinz Frosinone in der Region Latium mit 1182 Einwohnern (Stand 31. Dezember 2023). Sie liegt 133 km östlich von Rom und 52 km östlich von Frosinone.

## Geographie
Gallinaro liegt auf einem langstreckten, schmalen Höhenzug oberhalb des Tals des Melfa.
Gallinaro ist Mitglied der Comunità Montana Valle di Comino.
Die Nachbarorte sind Alvito, Atina, Picinisco, San Donato Val di Comino und Settefrati.

## Geschichte
Die Burg von Gallinaro wurde 1023 erstmals erwähnt. Sie wurde wahrscheinlich von den Grafen von Sora erbaut. 1067 kam sie an die Grafen von Aquino. Im 13. Jahrhundert wurde das Santuario di San Gerardo gegründet, das durch Schenkungen reich wurde.
1806 wurde Gallinaro ein Ortsteil von San Donato Val di Comino. Erst 1948 wurde es nach einem Referendum wieder eine eigenständige Gemeinde.
Bei einem Erdbeben 1948 wurde der Ort stark in Mitleidenschaft gezogen.

## Bevölkerungsentwicklung
| Jahr      | 16. Jh. | 17. Jh. | 18. Jh. | 1861 | 1881 | 1901 | 1921 | 1936 | 1951 | 1971 | 1991 | 2001 |
| --------- | ------- | ------- | ------- | ---- | ---- | ---- | ---- | ---- | ---- | ---- | ---- | ---- |
| Einwohner | ca. 200 | 750     | 1000    | 1203 | 1312 | 1479 | 2058 | 1736 | 1479 | 1047 | 1159 | 1221 |

Quelle: ISTAT

## Politik
Mario Piselli (Lista Civica: Insieme Per Gallinaro) löste seinen Vorgänger am 26. Mai 2014 im Amte ab und wurde am 26. Mai 2019 wiedergewählt.

### Partnerstädte
- Waremme in der Provinz Lüttich seit 1999
- Scanno in den Abruzzen
- Pettorano sul Gizio in den Abruzzen
- Minturno im Latium

## Sehenswürdigkeiten
Der alte Ortskern zeigt heute noch sein mittelalterliches Aussehen. 2003 wurde ein Rundgang durch den Ort eingeweiht.
- 1592–1596 wurde die Burg in die Pfarrkirche Santi Giovanni umgewandelt, so dass sie noch heute das eigenartige burgähnliche Aussehen bewahrt.

### Santuario di San Gerardo
1102 wurde ein englischer Pilger namens Gerard, der auf dem Weg zum Heiligen Land hier starb, in der Nähe von Gallinaro bestattet. Wenige Jahre darauf sah ein kranker Pilger am Grab des heiligen Gerard diesen in einer Vision und wurde danach gesund. Daraufhin entwickelte sich ein lebhaftes Pilgerwesen und eine Wallfahrtsstätte, das Santuario di San Gerardo, 1259 erstmals erwähnt, wurde errichtet, das dank großzügiger Spenden ständig ausgebaut wurde.

### Nuova Gerusalemme
Im Frühjahr 1947 hatte die kleine Giuseppina Norcia kurz vor ihrer Erstkommunion eine Vision, bei der sie das Jesuskind auf einer Wolke schlafend sah. Am 15. Mai 1974 wiederholte sich diese Vision, wobei laut Giuseppina auch die Jungfrau Maria und der Erzengel Michael erschienen seien, die von ihr verlangten, eine Wiege für das Jesuskind zu bauen. Darauf wurde an der Stelle der Vision eine Kapelle erbaut, die allgemein als Nuova Gerusalemme (Neues Jerusalem) bezeichnet wird. Sie ist jedes Jahr das Ziel von tausenden Pilgern. Am 5. Juni 2016 wurde die Anhängerschaft der Christlichen Universalkirche des Neuen Jerusalem von der Kongregation für die Glaubenslehre exkommuniziert; es handle sich um eine schismatische Sekte.